# Ferenci (żupania istryjska)
Ferenci – wieś w Chorwacji, w żupanii istryjskiej, w gminie Vižinada. W 2011 roku liczyła 69 mieszkańców.